# Desa Wargaluyu (administrativ by i Indonesien, lat -6,78, long 107,84)
Desa Wargaluyu är en administrativ by i Indonesien.   Den ligger i provinsen Jawa Barat, i den västra delen av landet, 130 km sydost om huvudstaden Jakarta.